# Кравчук Антоніна Михайлівна
Антоніна Михайлівна Кравчук (Мішура) (3 листопада 1935, село Вири, УСРР) — українська економістка. Вдова першого Президента України Леоніда Кравчука. Кандидат економічних наук.

## Біографія
Народилася 3 листопада 1935 року в селі Вири Білопільського району тодішньої Харківської (нині Сумської) області.

### Освіта
Закінчила з відзнакою Сумський економічний технікум.
У 1958 році закінчила економічний факультет Київського державного університету імені Тараса Шевченка. Кандидат економічних наук.

### Діяльність
Викладала економіку в Київському національному університеті імені Тараса Шевченка.
Працювала доцентом економічного факультету Київського національного університету імені Тараса Шевченка.
З грудня 1991 — липень 1994 — перша Перша леді України.
Викладала в Державній академії житлово-комунального господарства.
Одна із засновників журналу «Персонал», Всеукраїнського загальнополітичного освітянського тижневика «Персонал Плюс»
при АТЗТ «Міжрегіональна Академія Управління Персоналом» (МАУП).

## Родина
- Чоловік — Леонід Макарович Кравчук, перший Президент України 1991—1994.
- Син — Олександр Леонідович Кравчук.
- Онуки — Марія та Андрій.
- Правнучка — Олена